# Pig Lib
Pig Lib es el segundo álbum de estudio de Stephen Malkmus and the Jicks, lanzado el 18 de marzo de 2003 por Matador Records. Alcanzó el puesto #97 en Estados Unidos y el puesto #63 en el Reino Unido. La primera versión incluyó un disco extra que contenía cinco canciones que nunca habían sido publicadas antes. Para junio de 2004, el álbum vendió más de 49,000 copias en Estados Unidos según Nielsen SoundScan.

## Respuesta de la crítica
Pig Lib recibió reseñas generalmente positivas de los críticos musicales. Christian Hoard, escritor de la Rolling Stone, describió al álbum como el "conjunto de canciones mas suelto de Malkmus, un viaje mental elegantemente serpenteante respaldado por el tipo de romanticismo melodioso mundial que ha ganado el corazón de los grandes ingleses en todas partes".

## Lista de canciones[10]
1. "Water and a Seat" – 4:18
2. "Ramp of Death" – 2:37
3. "(Do Not Feed the) Oyster" – 4:49
4. "Vanessa from Queens" – 3:21
5. "Sheets" – 3:19
6. "Animal Midnight" – 5:11
7. "Dark Wave" – 2:26
8. "Witch Mountain Bridge" – 5:21
9. "Craw Song" – 2:41
10. "1% of One" – 9:11
11. "Us" – 4:16

### Disco extra
1. "Dynamic Calories" – 2:23
2. "Fractions & Feelings" – 3:28
3. "Old Jerry" – 6:18
4. "The Poet and the Witch" (en vivo) – 2:05
5. "Shake It Around" (en vivo) – 4:04

"The Poet and The Witch" es un cover de Mellow Candle.
"Shake It Around" es canción original inédita.